# José Bové
José Bové (Talença, Gascunya, 1953) és un dirigent camperol i sindical occità. És considerat un dels principals ideòlegs del moviment altermundista i un ferm defensor de la sobirania alimentària.

## Biografia
El seu pare és un científic d'origen luxemburguès especialista en malalties d'espècies vegetals i la seva mare és professora de ciències naturals. El 1973 es matriculà en la Facultat de Filosofia de la Universitat de Bordeus. Refractari al servei militar, es declarà objector de consciència. Participà en l'anomenada «lluita de Larzac», una mobilització contrària a la instal·lació d'una base militar a l'altiplà de Larzac. El 1976 fou empresonat tres setmanes per envair instal·lacions militars.
Posteriorment es dedicà al conreu del camp i la cria d'ovelles. Fundà el 1987 el sindicat agrari Confédération Paysanne i es casà amb Alice Monnier, una de les organitzadores de Gardarem lo Larzac. El 1995 fou novament empresonat a Tahití per oposar-se a les proves nuclears de Mururoa, el 1996 novament per cremar conreus transgènics; i l'11 d'agost del 1999 per desmantellar un McDonalds que s'estava construint a Milhau i reivindicar el formatge de rocafort fet a mà. També va participar el 29 de novembre a la cimera de Seattle de l'Organització Mundial del Comerç, en què es va donar a conèixer. El 2002 fou arrestat i deportat de l'Estat d'Israel per entrevistar-se amb Yasser Arafat a Ramallah.
Sovint ha estat reconegut (i criticat) per donar suport als moviments independentistes de la Polinèsia Francesa i Nova Caledònia, així com al Congrés Popular del Kurdistan (en kurd: Kongra Gelê Kurdistan), organització considerada terrorista per la Unió Europea. Per a les presidencials franceses de 2007 prometé un departament per al País Basc del Nord.
El 2005 fou condemnat a 4 mesos de presó a Tolosa per destruir un camp de moresc transgènic.
Alguns economistes liberals com Xavier Sala i Martin l'acusen de promoure una política econòmica global que provoca l'eternització de la pobresa als estats tercermundistes per motius egoistes i populistes. Altres científics, en especial els organitzats a l'entorn de l'Institut for Food and Development Policy defensen, al contrari, que és el model econòmic ultraliberal capitalista impulsat els darrers trenta anys el que ha provocat una extensió imprevista de la fam i ha fet que la població ja no es pugui alimentar a ella mateixa arreu del món, tant als països del sud com als del nord.
El gener de 2021, fou una de les 50 personalitats que signar el manifest «Dialogue for Catalonia», promogut per Òmnium Cultural i publicat a The Washington Post i The Guardian, a favor de l'amnistia dels presos polítics catalans i del dret d'autodeterminació en el context del procés independentista català. Els signants lamentaren la judicialització del conflicte polític català i conclogueren que aquesta via, lluny de resoldre'l, l'agreuja: «ha comportat una repressió creixent i cap solució». Alhora, feren una crida al «diàleg sense condicions» de les parts «que permeti a la ciutadania de Catalunya decidir el seu futur polític» i exigiren la fi de la repressió i l'amnistia per als represaliats.